# Laren (Gueldre)
Pour les articles homonymes, voir Laren.

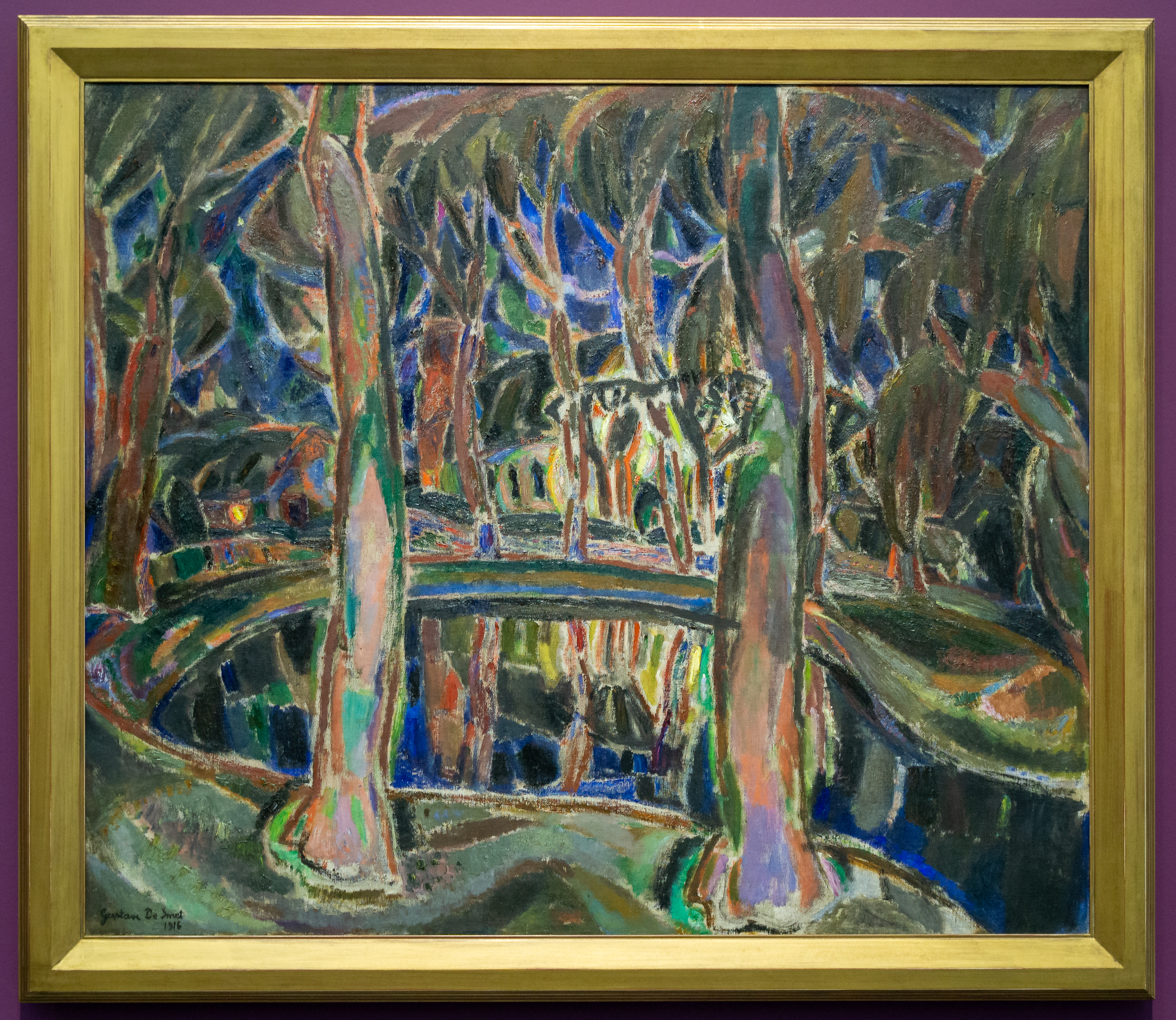
Bordure à Laren, 1916
Gustave de Smet
Singer Laren

Laren est un village situé dans la commune néerlandaise de Lochem, dans la province de Gueldre. Le 1er janvier 2006, le village comptait 3 928 habitants.
Le 1er août 1971, la commune de Laren a été rattachée à Lochem.